# Ци (Хэнань)
Не следует путать с гегемонией Ци 齊
Ци (кит. 杞) — удельное княжество в древнем Китае, основанное около XVI века до н. э. на заре эпохи династии Шан. Считалось ритуальным наследником династии Ся. Как таковое, вызывало особый интерес Конфуция. Завоёвано около 445 года до н. э. царством Чу в правление Хуэй-вана (кит. 楚惠王). Столицей служил современный уезд Цисянь (杞县) города Кайфын. 